# Maite Cazorla
María Teresa Cazorla Medina, detta Maite (Las Palmas de Gran Canaria, 18 giugno 1997), è una cestista spagnola, professionista nella WNBA.

## Carriera
È stata selezionata dalle Atlanta Dream al secondo giro del Draft WNBA 2019 (23ª scelta assoluta).
Con la Spagna ha disputato i Giochi olimpici di Tokyo 2020 e i Campionati europei del 2021.